# Спутник-4
Спутник-4 е съветски изкуствен спътник част от програма Спутник и тестови полет за космическия кораб Восток, който ще бъде използван за първия пилотиран полет. Стартът е на 15 май 1960 г.
Корабът е първият от поредица такива, за изучаване възможностите за пилотиран полет и ефектите от самия полет върху човека. За целта се използват манекени с размерите на човек. Изпробва се и функционирането на животоподдържащата система.
Четири дни след изстрелването, капсулата за завръщане в атмосферата е отделена от обслужващия модул. Включени са ракетните двигатели, но корабът не навлиза обратно в атмосферата, както е по план.
Поради погрешна ориентация на спътника(обърнат на 180 градуса по оста на полета)ракетният двигател го издига на още по-висока орбита. Вместо да го спусне на Земята. Спутник-4 навлиза обратно в атмосферата едва на 5 септември 1962 г. Части са открити в средата на ул. „8-а Северна“ в Манитовък, щата Уисконсин в северната част на Съединените щати.